# Кюн, Юлиус (агроном)
Юлиус Кюн (нем. Julius Kühn; 23 октября 1825, Пульсниц — 14 апреля 1910, Галле) — немецкий агроном, профессор Университета Галле.

## Биография
После предварительной сельскохозяйственной практики окончил Боннский университет и Поппельсдорфскую академию, затем пробыл короткое время приват-доцентом в Проскау. В 1862 был избран ординарным профессором сельского хозяйства университета в Галле, где по его предложению был основан в 1863 сельскохозяйственный институт, директором которого он был назначен. Кюн организовал обширные лаборатории, сад для домашних животных, опытную станцию для испытания сельскохозяйственных орудий, машин и пр.
В честь Юлиуса Кюна дано научное название мельничной огнёвке — Ephestia kuehniella.

## Сочинения
- «Die Krankheiten der Kulturgewächse, ihre Ursachen und ihre Verhütung» (1856);
- «Die zweckmässigste Ernährung des Rindviehes» (1861;
- переведено на русский язык в 1870:
  - «Рациональное кормление крупного рогатого скота в научном и практическом отношениях»; 10-е изд. 1891);
- «Nachrichten über das Studium der Landwirthschaft an der Universität Halle» (1872);
- «Ueber Lupinenkrankheit der Schafe» (1875);
- «Ueber Rübenmüdigkeit» (1880);
- «Über die Wirksamkeit der Nematoden Famgpflanzen» (1882—1884);
- «Bekämpfung der Rübennematoden» (1886)
- и др., часть которых была напечатана в основанном им специальном издании: «Mittheilungen aus dem physiologischen Laboratorium und der Versuchsstation des landwirthschaftliches Institutes zu Halle».

Особенно важны заслуги Кюна в продвижении культуры сахарной свекловицы с указанием средства против размножения свекловичных угриц или нематод.